# Maurice Norland

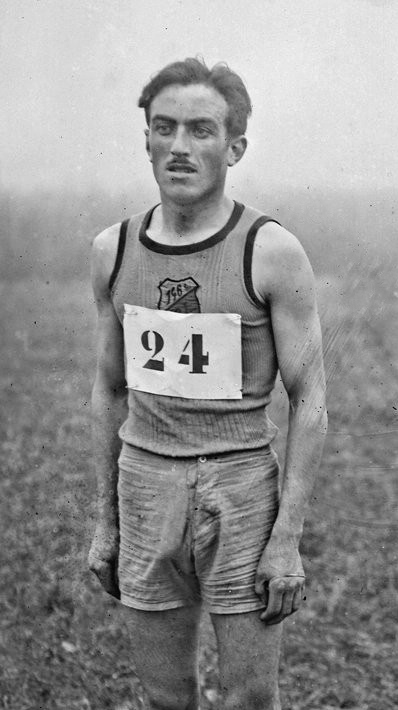
Maurice Norland, 1922

Maurice Norland (Maurice Marcel Jacques Norland; * 30. Juli 1901 in Auxerre; † 18. Mai 1967 in Migennes) war ein französischer Langstrecken- und Hindernisläufer.
Bei den Olympischen Spielen 1924 in Paris kam er im Crosslauf auf Platz 15 in der Einzelwertung und gewann mit der französischen Mannschaft Bronze. Dieses Rennen ging als Hitzeschlacht von Colombes in die Sportgeschichte ein. Über 5000 m schied er im Vorlauf aus.
1926 und 1927 wurde er nationaler Meister über 5000 m, 1927 über 3000 m Hindernis.

## Persönliche Bestzeiten
- 5000 m: 15:06,6 min, 20. Juni 1926, Colombes
- 3000 m Hindernis: 9:56,4 min, 17. Juli 1927, Colombes